# Breviceps adspersus
Breviceps adspersus (tên tiếng Anh: Common Rain Frog) là một loài ếch trong họ Nhái bầu.
Nó được tìm thấy ở Angola, Botswana, Mozambique, Namibia, Nam Phi, Swaziland, Zambia, và Zimbabwe.
Các môi trường sống tự nhiên của chúng là xavan khô, xavan ẩm, vùng cây bụi ôn đới, vùng cây bụi khô khu vực nhiệt đới hoặc cận nhiệt đới, vùng cây bụi ẩm khu vực nhiệt đới hoặc cận nhiệt đới, vùng đồng cỏ ôn đới, đồng cỏ khô nhiệt đới hoặc cận nhiệt đới vùng đất thấp, đất canh tác, vùng đồng cỏ, các đồn điền, và các vùng đô thị.